# Arthrostylidium punctulatum
Arthrostylidium punctulatum là một loài tre thuộc chi Arthrostylidium trong họ Hòa thảo. Loài này được London~o & L.G.Clark mô tả khoa học đầu tiên năm 1998.